# Rojda Felat
Rojda Felat (Hasaka, 1980) es una militar siria-kurda, comandante superior de las Unidades Femeninas de Protección (YPJ) y Fuerzas Democráticas sirias (SDF), quién ha servido desde 2013 en la guerra contra el Estado islámico de Irak y el Levante. Una feminista revolucionaria, Felat ha declarado como su objetivo el conseguir la transformación social en el Oriente Medio a través del YPJ, "liberando a la mujer kurda y la mujer siria en general de los lazos y control de sociedad tradicional, así como liberando a toda Siria del terrorismo y tiranía".

## Biografía
Rojda Felat ha revelado muy poco sobre su vida, su biografía antes de tomar las armas es casi completamente desconocida; incluso su edad es discutida. Debido a aquello T-Online la ha descrito como "misteriosa". Se cree que podría estar en sus treinta, con la agencia noticiosa turca Jihan News poniendo su fecha de nacimiento en 1980 y su origen en Hasaka. Informes posteriores de otras agencias de medios de comunicación han repetido esta información. No obstante, varias otras reclamaciones han circulado en el Internet, según las cuales Felat nació en 1962, 1966 o 1968, con una agencia de medios de comunicación incluso diciendo que es de Batman, Turquía; esto fue negado por un compañero cercano a ella, quién dijo a T-Online que era sin duda una siria kurda.
Felat se unió al YPJ en 2013, y desde entonces ha ascendido hasta convertirse en una de los comandantes más importantes de la milicia. A pesar de ello, sus actividades antes de 2016 son mayoritariamente desconocidas, por lo que parece que trabajó encubierta. Felat se considera un feminista radical, luchando por reformas sociales en Siria que mejorarían los derechos y vidas de mujeres de todas las etnias. Es también crítica de capitalismo, diciendo que "el sistema capitalista nos ve [a las mujeres en general] como objetos". Como dirigente militar, se considera inspirada por Otto von Bismarck, Napoleón, Saladino, así como Arin Markin, una militar kurda quién se suicidó durante el Asedio de Kobanî para evitar ser capturada por el EI. Con relación a las capacidades militares de las soldados bajo su comando, Felat ha comentado que "A menudo, en asuntos militares, las personas subestiman a las mujeres, reclamando que somos demasiado delicadas, que no osaríamos llevar un cuchillo o una pistola. Pero puedes ver tú mismo que en el YPJ podemos operar un dushka, sabemos cómo utilizar los morteros y nosotros pueden conducir operaciones de desminado."
Felat Participó en la captura de Tell Hamis durante la primera ofensiva de Al Hasakah, la ofensiva de Tell Hamis, y la Ofensiva de Al-Shaddadah. En mayo de 2016 dirija una primera ofensiva contra la capital de facto del EI, Al Raqa, comandando a 15,000 tropas. Sus fuerzas capturaron 23 pueblos, aun así al final la ofensiva se estancó, cuando el SDF re-desplegó a sus tropas en la más exitosa Batalla de Manbiy, en qué Felat también participó. En algún momento en 2016, un bombardeo del EI en una boda en Hasaka mató 22 de sus familiares.
En noviembre de 2016, el SDF lanzó otra campaña para capturar Al Raqa, con Felat en cargo de las operaciones en el del norte de Al Raqa. Esta vez, las tropas bajo Felat tuvieron éxito en capturar sus objetivos, cuando la atención del SDF cambió a la Presa de Tabqa y áreas circundantes. Estos fueron blanco en el curso de la segunda fase de la ofensiva, la cual comenzó el 10 de diciembre y cuando Felat sirvió comandante principal para el YPJ. En las fases subsiguientes durante la campaña para capturar Al Raqa, Felat continuó sirviendo como uno de las más comandantes del YPJ, y participó en las operaciones para capturar la Presa de Tabqa, y la ciudad de al-Thawrah ciudad de manos del EI.

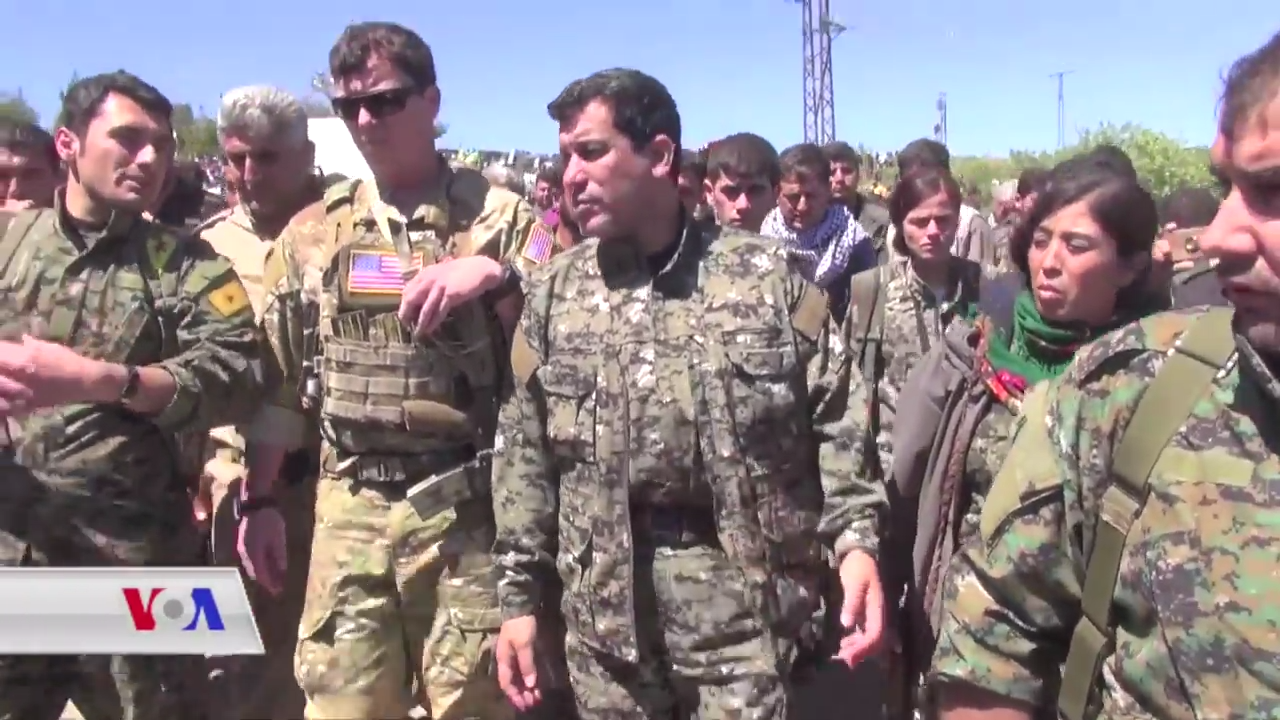
Felat (derecha) con el YPG y oficiales de EE.UU. en el sitio donde en abril de 2017 se realizacron ataques aéreos turcos en al-Hasakah Governorate.

El 25 de abril de 2017, Felat visitó el sitio de un ataque aéreo turco importante contra el YPG cercano a al-Malikiyah junto con oficiales de YPG y EE. UU.